# HD176437
HD176437 — хімічно пекулярна зоря спектрального класу B9, що має  видиму зоряну величину в смузі V приблизно  3,2.
Вона  розташована на відстані близько 634,5 світлових років від Сонця.

## Фізичні характеристики
Зоря HD176437 обертається 
досить швидко 
навколо своєї осі. Проєкція її екваторіальної швидкості на промінь зору становить  Vsin(i)= 71км/сек.

## Пекулярний хімічний склад
Зоряна атмосфера HD176437 має підвищений вміст 
Si
.